# 1597

## Necrològiques
- 20 de juny, Nova Terra: Willem Barentsz, navegant i explorador dels Països Baixos.
- 9 d'octubre - Japó: Ashikaga Yoshiaki, 31è shogun
- Girona: Jaume Caçador i Claret, President de la Generalitat de Catalunya.
- Miquel d'Agullana, President de la Generalitat de Catalunya.